# ۱۹۴۵ (فیلم ۲۰۱۷)
۱۹۴۵ (انگلیسی: 1945) فیلمی در ژانر درام به کارگردانی فرانک توروک است که در سال ۲۰۱۷ منتشر شد. این فیلم برای نمایش در بخش پانوراما شصت و هفتمین جشنواره بین‌المللی فیلم برلین انتخاب و برنده جایزه سوم نگاه از مخاطبین شد.

## داستان فیلم
۱۲ اوت ۱۹۴۵، یازده شب. دو غریبه مرموز سیاه پوش در ایستگاه قطاری در مجارستان ظاهر می‌شوند. در طی چند ساعت همه چیز تغییر می‌کند.